# Лімузин

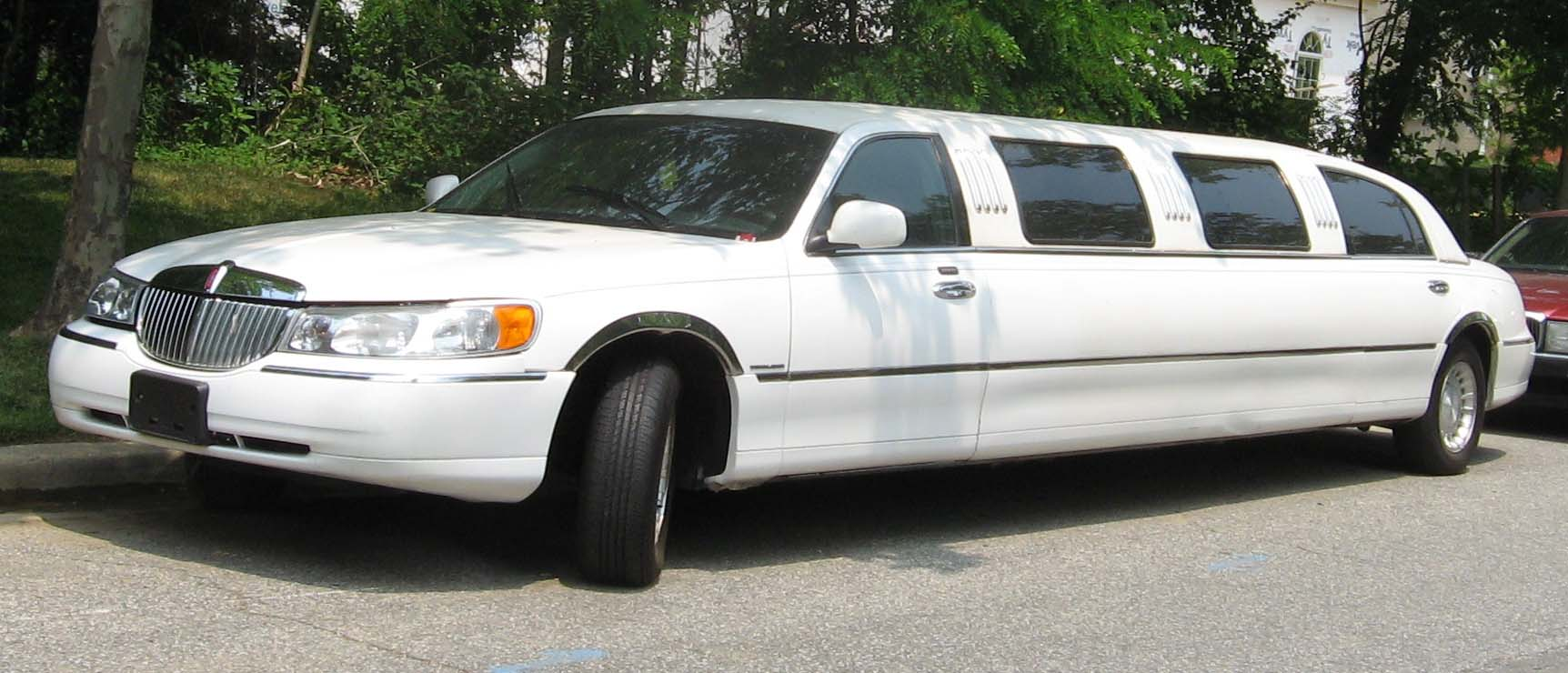
Лімузин Lincoln Town Car (1998—2002)

Лімузи́н (фр. limousine) — триоб'ємний закритий пасажирський кузов легкового автомобіля вищого класу на основі седана, з подовженою колісною базою і перегородкою за передніми сидіннями. Слід відрізняти від простого довгобазового седана без перегородки. Слово «лімузин» походить від назви історичної французької провінції Лімузен, де пастухи раніше носили відлоги, що в профіль нагадують такий автомобіль.

## Історія

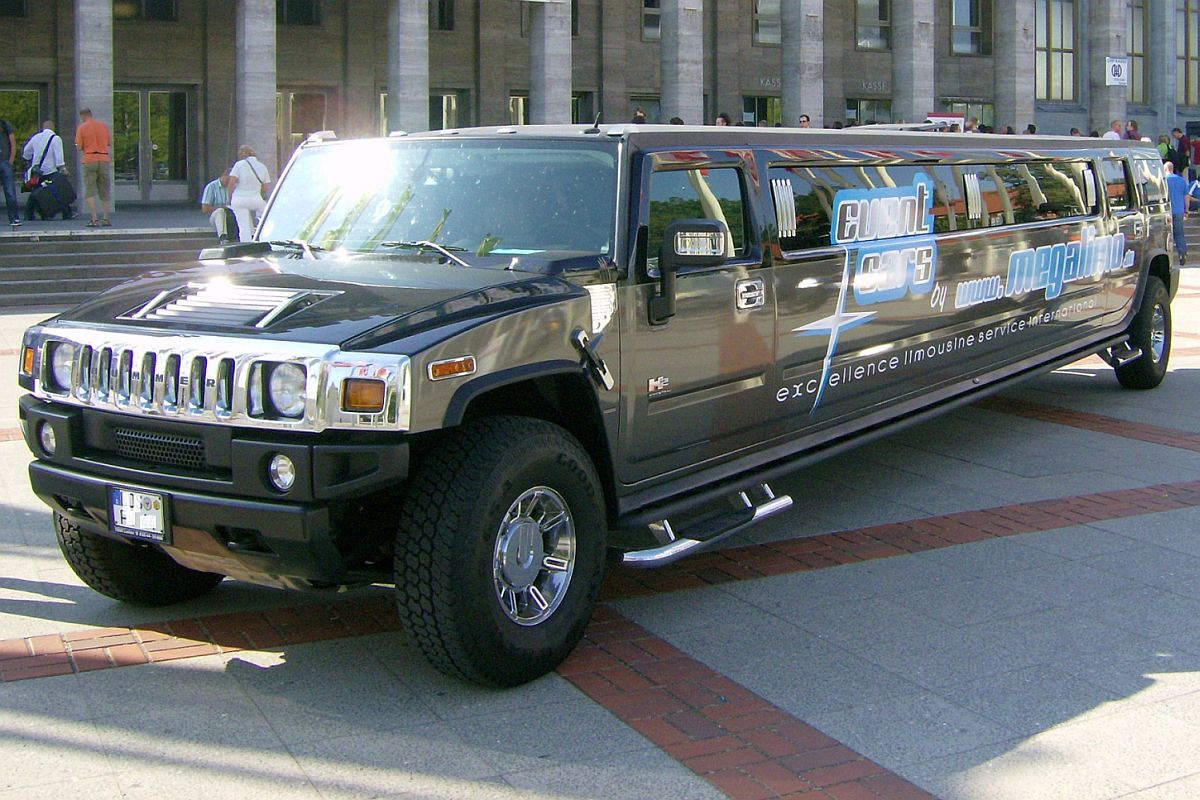
Hummer H2 стрейч

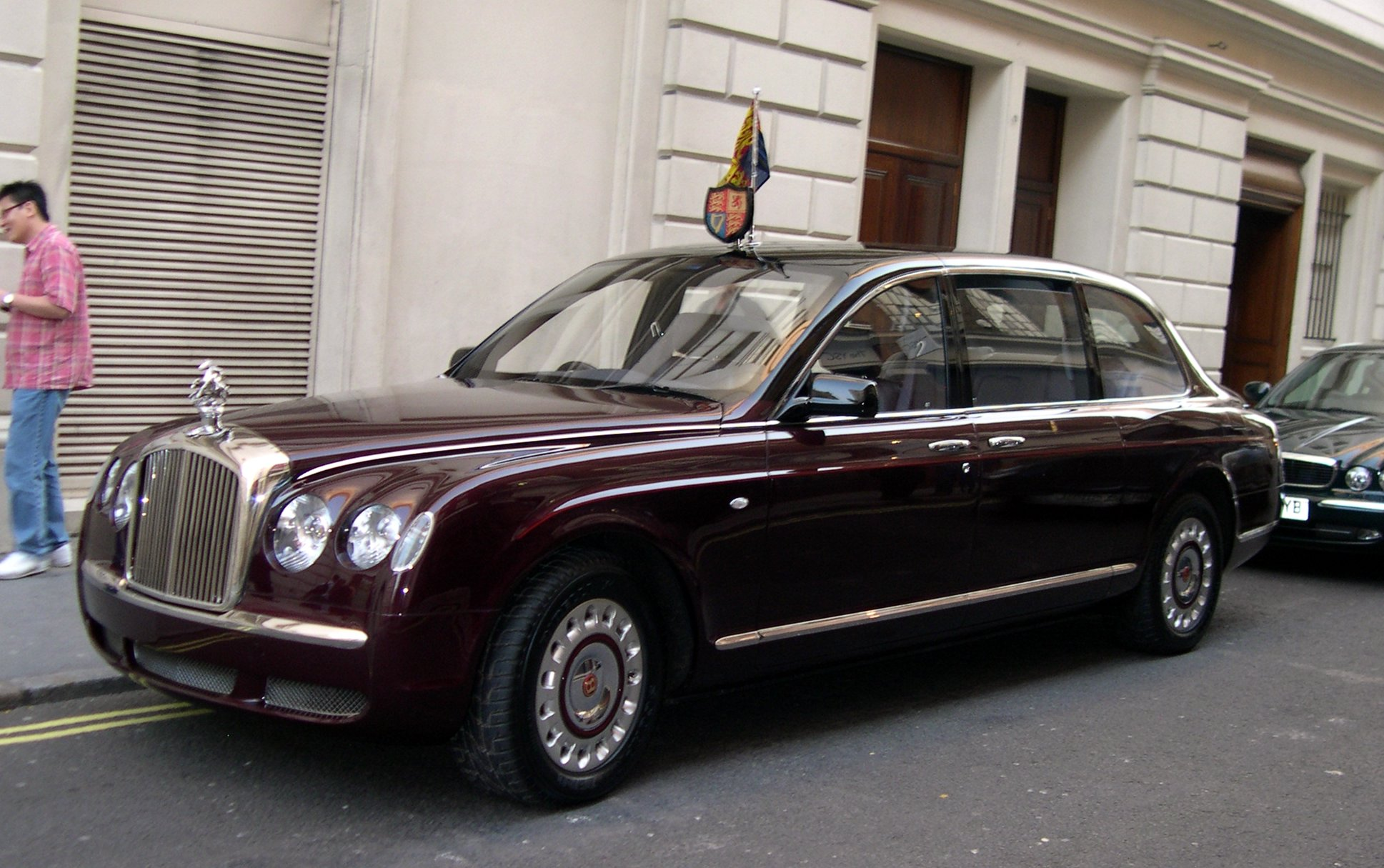
Bentley State Limousine

Перші лімузини стали виготовляти в США на самому початку XX століття. Саме тут, у країні, якої не торкнулася війна, з'явився попит на автомобілі такого класу. Саме тут автомеханіки на свій страх і ризик зважилися розпиляти новеньку машину, яка щойно зійшла з конвеєра. Модернізація пройшла настільки вдало (вийшов дивовижний автомобіль), що було прийнято рішення не продавати, а здавати його в оренду та отримувати прибуток.
Знаменитий інженер Генрі Ліланд є творцем двох відомих американських автомобілебудівних підприємств. Спочатку він організовує компанію Cadillac, а після викупу її корпорацією GMC створює підприємство під гучною назвою Lincoln. Його компанія займалася випуском автомобілів представницького класу. Лімузини саме цього бренду були представницькими і були в гаражах американських президентів протягом шістдесяти років. Відмінна риса створених геніальним інженером підприємств — націленість на покупця з вищих верств суспільства. Акцент був зроблений на якість, а не на зовнішній вигляд автомобілів, тому компанія з часом стала терпіти величезні збитки. Врятував виробництво не менш знаменитий Генрі Форд, який викупив компанію за кілька мільйонів доларів, призначив керівником свого сина і почав підіймати все з нуля. Велику увагу приділяли зовнішньому вигляду автомобілів, і незабаром справи пішли в гору.

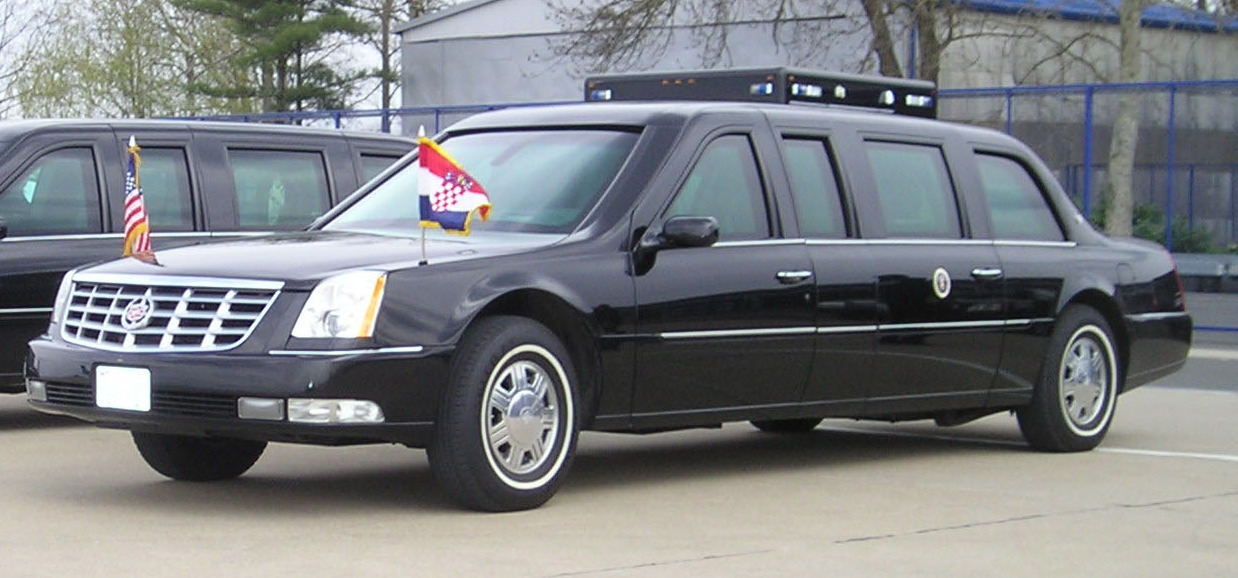
Cadillac DTS presidential limousine

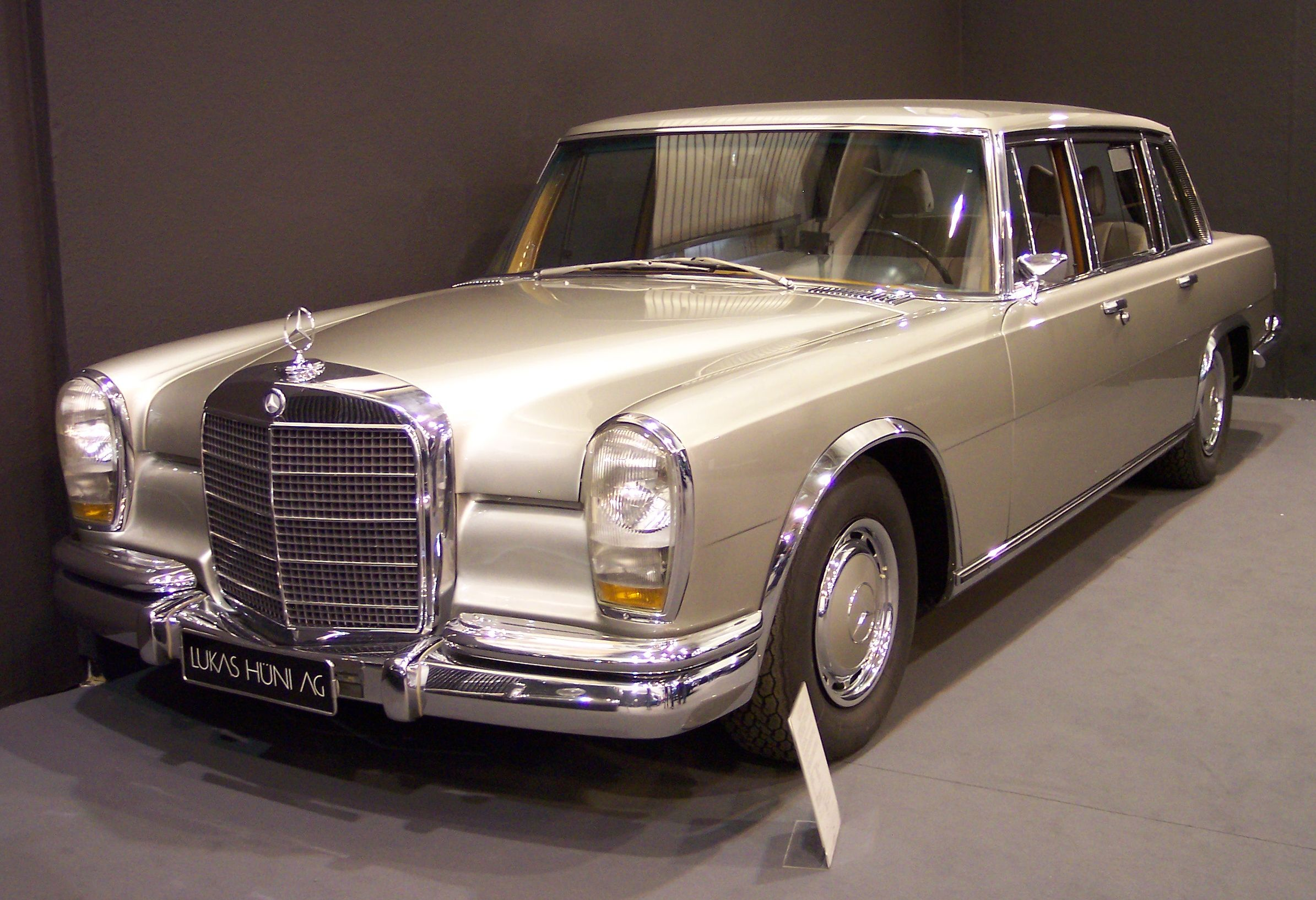
Mercedes-Benz 600

Начинка Лінкольна завжди була на порядок вище за інші автомобілі, тому, надавши лиску модельному ряду, отримали прекрасний результат. За кілька років корпорація стала лідером продажів на північноамериканському ринку автомобілів представницького класу.
У Європі лімузини з'явилися значно пізніше. Виною тому, найімовірніше, послужило те, що європейські автомобілі відрізнялися від американських будовою кузова. Американський кузов, в більшості випадків, рамний, тому подовжити його не становило ніяких труднощів. Тоді як європейський варіант кузова — тримальний. І тільки після повного демонтажу стає можливою переробка на лімузин. Через те, що доводиться серйозно втручатися в конструкцію, значно зростає вартість машини. А довжина лімузина в результаті не перевищує шести метрів, тоді як в США це 7,5, 8,5 або 10 метрів. Але, все одно, попри всі труднощі, саме німецький Мерседес (зокрема модель S-Class Pullman) і англійська Роллс-ройс (зокрема модель Ghost Extended) займають почесні місця в гаражах найзнаменитіших людей планети та є зразками зовнішнього вигляду і комфорту серед усієї когорти автомобілів представницького класу або класу лімузин.
У Радянському Союзі перший лімузини Л-1 почали випускати в 1933 році в Петербурзі на заводі «Червоний путиловець». Ця машина стала надалі прообразом усіх наступних автомобілів цього класу, зокрема, ЗІС-101. Основоположником ідеї став С. Кіров, який запропонував у тракторному цеху заводу обладнати лінію з випуску легкових автомобілів для вищого партійного осередку.

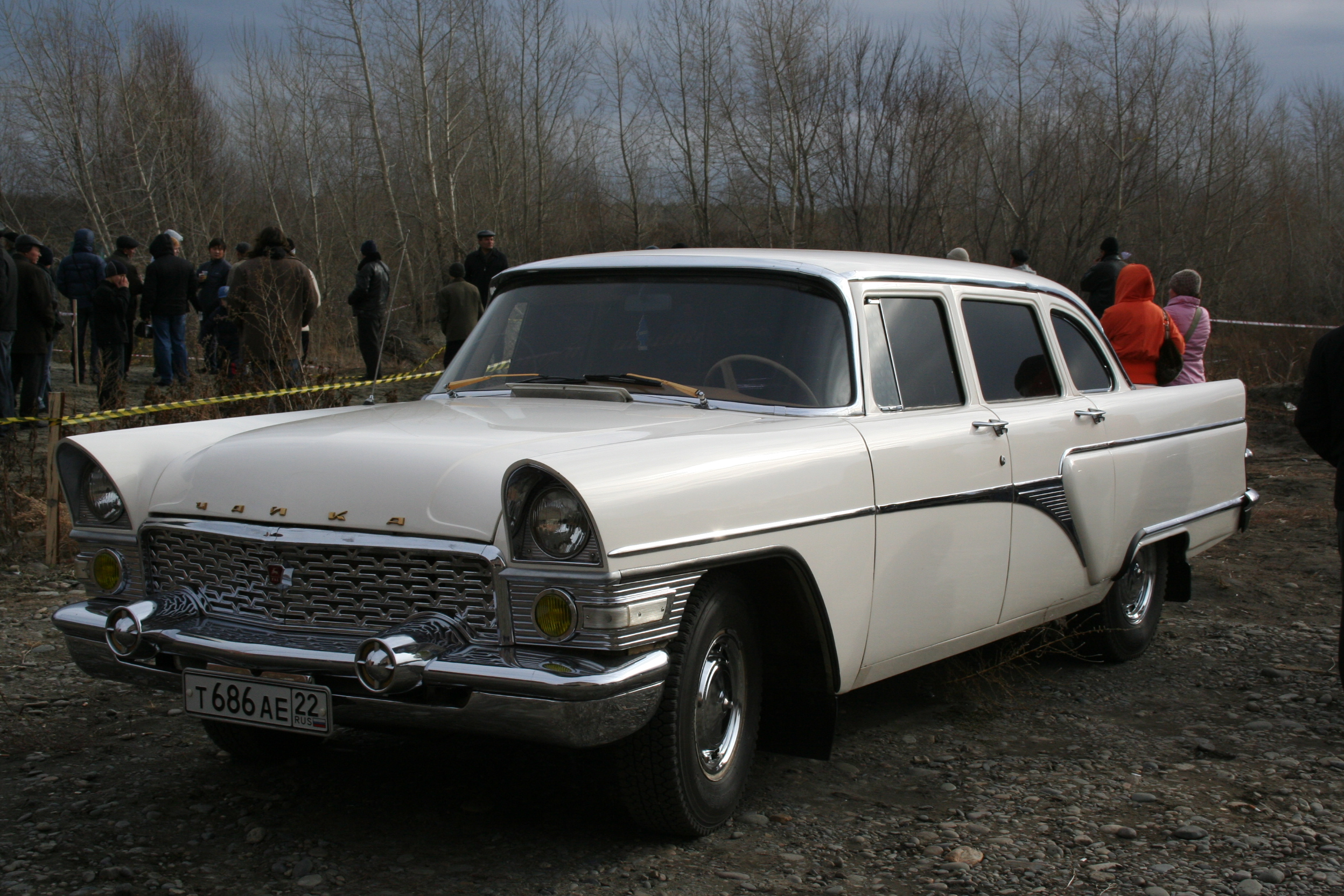
GAZ-13 Чайка

Часу було обмаль, тому за основу майбутнього урядового лімузина взяли автомобіль американського виробництва Б'юік-30-90. Невідомо де знайдений єдиний зразок американського автомобілебудування розібрали, ретельно виміряли кожну деталь, зробили креслення і взялися до роботи.
Всього було виготовлено шість авто Л-1, їх постаралися випустити до першотравневих свят і представили на розгляд партійним чинам.
Пізніше цех з виробництва цих автомобілів був перенесений до Москви на завод і тут вже випускали ЗІС-101. Легендарні шість автомобілів Л-1 були втрачені під час Німецько-радянської війни під час блокади Петербурга.
Перші фірми з прокату лімузинів з'явилися в найбільших містах України: Києві, Львові, Донецьку та ін.

## Типологія

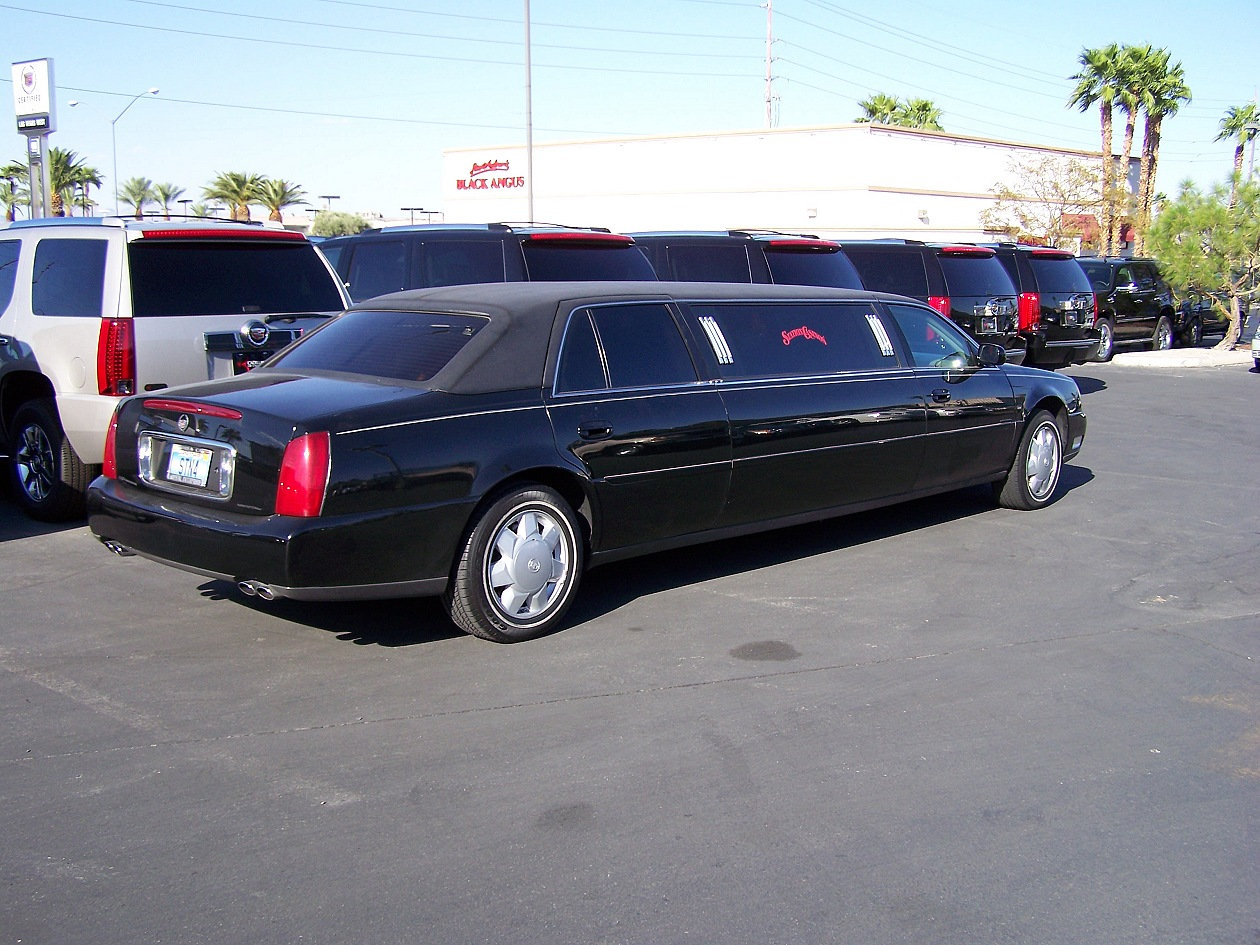
Cadillac DeVille Стретч-лімузин

Класичний («заводський») лімузин має спеціально для нього розроблений кузов, конструктивно злегка подовжений у порівнянні зі звичайним седаном внаслідок продовження даху за задніми дверима, з додатковими бічними вікнами третього ряду. До цього типу належали, наприклад, радянські лімузини марки «ЗІЛ», англійські Rolls-Royce, Bentley та багато американських моделей. Також існує думка, що класичний лімузин повинен мати скляну перегородку між переднім рядом сидінь і основним салоном.
Сучасні лімузини в абсолютній своїй більшості виготовляють незаводським способом спеціалізованими фірмами з готових кузовів стандартних автомобілів і належать до так званого типу «стретч-лімузин» («Stretch-Limousine»), тобто подовжені внаслідок фізичного врізання в кузов секції, розташованої між передніми та задніми дверима.

## Конструкція

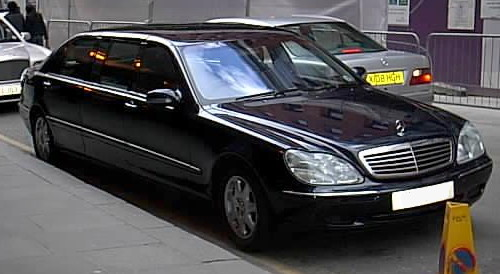
Mercedes-Benz S600 Pullman

Основна маса лімузинів має рамну конструкцію, тому що кузов при такій довжині автомобіля виходить надто важким. Оскільки рамні моделі в наш час[коли?] рідкісні, вибір автомобілів для виготовлення лімузинів досить обмежений. Скажімо, у США у стретч переробляють переважно повнорозмірні автомобілі Lincoln та рамні позашляховики, тоді як домінуючі на ринку подовжених автомобілів до середини дев'яностих Кадилаки вже не є популярними — в них тримальні кузови.

## Лімузини Pullman
Термін Pullman-Limousine використовується в німецькій мові для позначення кузова з перегородкою і, як правило, з трьома рядами сидінь. Назва походить від імені американського винахідника і підприємця, засновника компанії Пулльман Джорджа Мортімера Пульмана, який будував у середині XIX століття найкомфортабельніші чотиривісні вагони для залізниць США. Згодом слово «Pullman» стало вживатися для позначення вищого ступеня комфорту стосовно транспорту взагалі.